# Lucien Deiss
Pour les articles homonymes, voir Deiss.
Lucien Deiss est un religieux spiritain, exégète et compositeur français né à Eschbach le 2 septembre 1921 et mort le 9 octobre 2007 à Chevilly-Larue.

## Biographie
Entré en 1942 chez les spiritains, il est ordonné prêtre en 1943. Lucien Deiss a composé plus de 460 chants liturgiques. Ses compositions ont été traduites, éditées et interprétées en anglais, en espagnol, en italien et même en chinois. Outre-Atlantique, certaines de ses compositions ont été distribuées à plus de 5 millions d’exemplaires. En 1992, Lucien Deiss a été honoré du prix de meilleur musicien pastoral. 
Passionné de Bible et de liturgie, il est d'abord professeur d'Écriture sainte au grand séminaire de Brazzaville (Congo). Revenu en France pour raisons de santé en 1948, il enseigne alors l'Écriture sainte et la liturgie au séminaire de Chevilly-Larue, et il est chargé du chant. Il a hérité l'amour de la musique de ses parents. Il a puisé son inspiration dans le chant grégorien et la polyphonie classique. En faisant connaître la Parole de Dieu à travers sa musique, il a été l'un des grands artisans du renouveau liturgique, dans la foulée du concile Vatican II. 
En 1963, il publie une synopse des Évangiles remarquée, éditée et rééditée chez Desclée de Brouwer

## Œuvres

### Compositions
- Souviens-toi de Jésus-Christ
- L'Esprit de Dieu
- Terre entière chante ta joie
- Un seul Seigneur
- Peuple de prêtres, peuple de rois
- Splendeur de la création. Ô Seigneur envoie ton Esprit (Psaume CIV)

### Livres
- La Prière chrétienne des psaumes, Desclée de Brouwer, 2001.
- La Messe, Desclée de Brouwer, 1989.
- Joseph, Marie, Jésus, éditions Saint Paul, 1997.

## Sources et références
1. ↑  « La Croix - Actualité en France, en Europe et dans le Monde », sur La Croix, La Croix (consulté le 11 octobre 2020).
2. ↑  « Lucien Deiss : ses livres chez Desclée de Brouwer », sur editionsddb.fr (consulté le 11 novembre 2020)